# Lepturges laeteguttatus
Lepturges laeteguttatus là một loài bọ cánh cứng trong họ Cerambycidae.